# Rudolf Walter (Schauspieler)
Rudolf Walter (* 16. April 1885 in Leitmeritz, Österreich-Ungarn; † 1. Februar 1950 bei Florenz) war ein österreichischer Schauspieler und Filmproduzent.

## Leben und Wirken
Walter studierte zunächst an der Prager Akademie der bildenden Künste Malerei, wo er ab 1907 auch regelmäßig an den Ausstellungen des Vereins deutscher bildender Künstler in Böhmen teilnahm. Nach seinem gefeierten Debüt als Groteskkomiker bei der zusammen mit dem Schriftstellerverband Concordia veranstalteten Faschingsfeier des Vereins im März 1907 bewarb sich Walter noch im selben Monat beim örtlichen Ersten Internationalen Künstlerkabarett Schöbel und trat schon im April allabendlich mit eigenen Nummern in Prag auf. Cocl's Varieté, wie er sein Programm nannte, war auch in den beiden Folgejahren ein Höhepunkt der Prager Künstlerfeste.
Im Herbst 1909 zog Walter mit seiner Frau nach Reichenberg in Böhmen und stand im Sommer 1912 bei einem Kurzaufenthalt in Wien erstmals für zwei kurze Cocl-Filme vor der Kamera. Ihre Fortsetzung fand die Produktion dieser Filme anschließend in Reichenberg, wo Walter ein eigenes Atelier besaß und Schauspieler des städtischen Theaters, aber auch Laien wie den damaligen Angestellten der örtlichen Handelskammer Josef Holub zur Mitarbeit an seinen Filmen gewinnen konnte. Nachdem im Februar 1913 der Wiener Kameramann Josef Zeitlinger von der Sascha-Film als weiterer Mitarbeiter zum Drehteam gestoßen war, entstand im Herbst desselben Jahres mit Der Bauernschreck der erste Film, in dem Walter und Holub zusammen als Duo Cocl & Seff auf der Leinwand zu sehen waren.
Um ihre Filme auch selber vermarkten zu können, gründeten Walter und Zeitlinger im März 1914 die Reichenberger Filmwerkstätte – der Ausbruch des Ersten Weltkriegs aber und die Einberufung eines Großteils der Belegschaft zum Militärdienst machten der Filmproduktion Walters fürs Erste ein Ende.
1915 meldete er sich daher selbst als Freiwilliger zum Militär und war bis zum Frühjahr 1917 Frontkameramann und Kriegsberichterstatter in Italien und Ostgalizien. Nachdem einige der von Walter gedrehten Filme mit großem Lob in den österreichischen Kinos gezeigt wurden, begann er parallel zu seinen Dreharbeiten an der Front auch selber Drehbücher für Kriegsfilme zu entwickeln.
Bei Kriegsende in Wien, wandte sich Walter in der Folgezeit wieder dem Spielfilm zu. Nachdem Anfang 1919 zwei mit ihm als Regisseur und Hauptdarsteller gedrehte Komödien der staatlichen Film-Hauptstelle anschließend – als künstlerisch wertlos – an eine Reichenberger Firma verkauft wurden, gründete Walter im April 1919 eine eigene, allerdings schon Ende 1920 wieder liquidierte Filmproduktionsfirma, die Cocl's Film Compagnie GmbH.
Parallel dazu allerdings behielten sowohl er wie auch Holub bis Mitte 1920 weiter leitende Stellen in der österreichischen Film-Hauptstelle bei, wo sie in dieser Zeit an einer Vielzahl von Lehr- und Dokumentarfilmen, aber auch „propagandistischen Lustspielen“ mitwirkten. Ab 1921/22 schließlich belieferte Walters neugegründete Filmproduktionsfirma Cocl-Comedy die Wiener Sascha-Film bis 1924/25 regelmäßig mit kurzen Cocl & Seff-Komödien, die diese als Beiprogramme ihres eigenen Spielfilmrepertoires einsetzte.
Währungsturbulenzen führten in den Folgejahren zu einem rapiden Verfall der österreichischen Filmproduktion, und so zog sich Walter nach dem Ende der Cocl & Seff-Filme vollständig aus der Filmbranche zurück, um ab 1925 als Autohändler tätig zu sein. 1932 schließlich übersiedelte er nach Florenz, wo er sich wieder der Malerei zuwandte und 1950 verstarb.

## Filmografie
Aus: Anton Thaller, Günter Krenn: Filmografie Cocl & Seff; In: Günter Krenn / Nikolaus Wostry (Hg.): Cocl & Seff. Die österreichischen Serienkomiker der Stummfilmzeit. verlag filmarchiv austria, Wien 2010, S. 177 ff
| - 1912: Cocl als Säugling - 1912: Onkel Cocl am Gänsehäufel - 1913: Der Bauernschreck - 1913: Cocl als Hausherr - 1913: Cocl geht zum Maskenball - 1913: Cocls Hochzeitsreise - 1913: Die Folgen einer tollen Nacht - 1913: Narrenliebe - 1913: Wie aus Cocl Asta Pilsen wurde - 1914: Kokl als Ehestifter - 1914: Onkel Cocl und das Klassenlos - 1917: Im Goldfasan - 1917: Der Liebhaber in Nöten - 1918: Am anderen Ufer - 1919: Cocl geht zum Rendezvous - 1919: Seff in Liebesnöten - 1920: Das tapfere Schneiderlein | - 1920: Cocl und Seff als Villenbesitzer - 1920: Cocl, Seff und die schwarze Hand - 1920: Seff als Boy - 1920: Cocl als Bräutigam - 1920: Seff kostet 24,50 Dollar - 1921: Seff als Detektiv - 1921: Cocl und Seff im Tingl-Tangl - 1921: Seff im Verschönerungssalon - 1921: Cocl und Seff am Strandpicknick - 1922: Die Wasserheilanstalt - 1922: Cocl und Seff als Vagabunden - 1922: Seff als Reporter - 1922: Cocl und Seff beim Wassersport - 1923: Seff boxt sich in die Ehe - 1923: Seff als Athlet - 1923: Seff im Arrest |

Soweit nicht anders angegeben, handelt es sich um Kurzfilme.